# Abscissa e ordenada

Ilustração de um plano de coordenadas cartesianas, mostrando os valores absolutos (comprimentos de linha pontilhada não assinados) das coordenadas dos pontos,, e. O primeiro valor em cada um desses pares ordenados assinados é a abscissa do ponto correspondente e o segundo valor é sua ordenada

Em uso comum, a abscissa, ou abcissa, refere-se ao eixo horizontal ({\displaystyle x}) e a ordenada refere-se ao eixo vertical ({\displaystyle y}) de um gráfico bidimensional padrão.
Em matemática, a abscissa (/abˈsis.ɐ/) e a ordenada são, respectivamente, a primeira e segunda coordenadas de um ponto num sistema de coordenadas.
- Eixo {\displaystyle X} = abscissa
- Eixo {\displaystyle Y} = ordenada

A abscissa de um ponto é a medida assinada de sua projeção no eixo primário, cujo valor absoluto é a distância entre a projeção e a origem do eixo e cujo sinal é dado pela localização na projeção em relação à origem (antes: negativo; depois: positivo).
A ordenada de um ponto é a medida assinada de sua projeção no eixo secundário, cujo valor absoluto é a distância entre a projeção e a origem do eixo e cujo sinal é dado pela localização na projeção em relação à origem (antes: negativo; depois: positivo).
Geralmente, essas são as coordenadas horizontais e verticais de um ponto em um sistema de coordenadas cartesianas retangulares bidimensionais. Um par ordenado consiste em dois termos — a abscissa (horizontal, geralmente {\displaystyle x}) e a ordenada (vertical, geralmente {\displaystyle y}) — que define a localização de um ponto no espaço retangular bidimensional.
{\displaystyle (\overbrace {x} ^{\text{abscissa}},\overbrace {y} ^{\text{ordenada}})}

## Etimologia
Embora a palavra "abscissa" (do latim: linea abscissa, "uma linha cortada") tenha sido usada pelo menos desde a De Practica Geometrie publicada em 1220 por Fibonacci (Leonardo de Pisa), seu uso no sentido moderno pode ser devido ao matemático veneziano Stefano degli Angeli em seu trabalho Miscellaneum Hyperbolicum, et Parabolicum, de 1659.
Em seu trabalho de 1892, Vorlesungen über Geschichte der Mathematik (Palestras sobre a História da Matemática), volume 2, o historiador da matemática alemão Moritz Cantor escreve:
Ao mesmo tempo, foi presumivelmente por [Stefano degli Angeli] que uma palavra foi introduzida no vocabulário matemático para o qual, especialmente na geometria analítica, o futuro provou ter muito a oferecer. […] Não conhecemos nenhum uso anterior da palavra abscissa nos textos originais em latim. Talvez a palavra apareça nas traduções das cônicas apolonianas, onde [no] Livro I, capítulo 20, há menção de ἀποτεμνομέναις, para a qual dificilmente haveria uma palavra latina mais apropriada do que abscissa.Original (em alemão): Gleichwohl ist durch [Stefano degli Angeli] vermuthlich ein Wort in den mathematischen Sprachschatz eingeführt worden, welches gerade in der analytischen Geometrie sich als zukunftsreich bewährt hat. […] Wir kennen keine ältere Benutzung des Wortes Abscisse in lateinischen Originalschriften. Vielleicht kommt das Wort in Uebersetzungen der Apollonischen Kegelschnitte vor, wo Buch I Satz 20 von ἀποτεμνομέναις die Rede ist, wofür es kaum ein entsprechenderes lateinisches Wort als abscissa geben möchte.— Moritz Cantor  (em alemão)
O uso da palavra “ordenada” está relacionado à frase em latim linea ordinata applicata, ou “linha aplicada paralela”.

## Em equações paramétricas
Em um uso de variante um tanto obsoleto, a abscissa de um ponto também pode se referir a qualquer número que descreva a localização do ponto ao longo de algum caminho, por exemplo, o parâmetro de uma equação paramétrica. Usada dessa maneira, a abscissa pode ser considerada um análogo da geometria de coordenadas da variável independente em um experimento ou modelo matemático (com todas as ordenadas preenchendo um papel análogo às variáveis dependentes).